# Бахтьяризаде, Сохраб
Сохра́б Бахтьяризаде́ (перс. سهراب بختیارى‌زاده‎ азерб. Sahrəb Bəhtiyarzadə; 11 сентября 1974, Нурабад, Иран) — иранский футболист, полузащитник, и тренер.

## Карьера
Бахтьяризаде начал свою карьеру в «Фуладе», затем продолжил в «Эстеглале». В 2001 году он отправился в Турцию, чтобы играть за «Эрзурумспор». Затем вернулся в Иран, чтобы играть за «Эстеглал». После чемпионата мира 2006 года он играл за «Фулад», ПАС и «Саба Ком».